# スカイラー・コルファクス
スカイラー・コルファクス（Schuyler Colfax, 1823年3月23日 - 1885年1月13日）は、アメリカ合衆国の政治家。インディアナ州選出下院議員および第17代アメリカ合衆国副大統領。
コルファクスはニューヨーク市で生まれ、1836年に両親と共にインディアナ州ニュー・カーライルへ転居した。彼は1841年にインディアナ州セント・ジョーゼフ郡の副監査役に任命された。その後インディアナ・ステート・ジャーナル紙の立法部記者となった。彼はサウスベンド・フリー・プレス紙買収の関心を示し、1845年には同紙をセント・ジョーセフ・ヴァリー・レジスターと名称変更した。同紙はインディアナ州北部のホイッグ党機関紙となった。
コルファクスは1850年に州憲法制定会議のメンバーとなり、第32議会へのホイッグ党からの候補として下院議員選に出馬したが落選した。彼は共和党から第34議会に当選し、続く6期（1855年3月4日 - 1869年3月3日）を務めた。彼は1863年に下院議長に選出された。彼は共和党の副大統領候補となり、1868年の下院選候補として再指名されなかった。
1868年に彼は共和党のユリシーズ・S・グラントの伴走候補者に指名され、1869年3月4日に副大統領に就任し1873年3月3日まで同職を務めた。コルファクスはクレディ・モビリエ・オブ・アメリカのスキャンダルに関係したため1872年の大統領選挙では再指名されなかった。
彼は公職を去った後講演活動を行い、1885年にミネソタ州ブルー・アース郡マンケイトで死去した。彼はインディアナ州サウスベンドの市立墓地に埋葬された。 